# Tejen (stad)
Tejen (ook geschreven als Tedzhen, Tedzjen, Tejend of Tejent) is een oasestad in de Karakumwoestijn, in de provincie Ahal van Turkmenistan. Ze ligt langs de snelweg M37, tussen Dushak en Mary, 223 kilometer over de weg ten zuidoosten van Asjchabad. Er wonen ongeveer 80.000 mensen. In het oosten ligt de grotere oase van Mary.

## Geschiedenis
Igor Chlopin suggereerde dat Tejen de geboorteplaats van de profeet Zarathustra zou kunnen zijn geweest. 
In 1883 werd de stad bezet door generaal Aleksandr Komarov tijdens de Russische verovering van Centraal-Azië. In 1916, toen de Turkmenen deelnamen aan een opstand tegen de Russen, was Tejen een broeinest van activiteiten. 
Op 9 november 2022 werd Tejen bij parlementair decreet gedegradeerd van een stad met districtstatus tot stad in een district. 

## Economie
Tejen staat bekend om haar meloenproductie en er zijn talloze textielfabrieken. Tejen is de locatie van de 240 miljoen dollar kostende Tejen Carbamide (ureum)-fabriek, die op 18 maart 2005 werd geopend, met een geplande capaciteit van 350.000 ton ureum per jaar. 
In Tejen is een gevangenis gevestigd. De stad herbergt de Charman Ahun-moskee en beschikt over één hotel, het Hotel Tejen. 

## Vervoer
Het is een halte op de Trans-Kaspische spoorlijn en in 1996 werd een nieuwe spoorlijn via Sarahs naar Mashhad in Iran geopend. Tejen ligt aan de snelweg M37 en is door het 600 km lange autosnelwegnetwerk van Turkmenistan verbonden met Asjchabad, Mary, Türkmenabat en buurlanden. De snelweg P-7 loopt van Tejen naar het zuiden, naar Sarahs en verder naar Iran.